# Киноскефалы

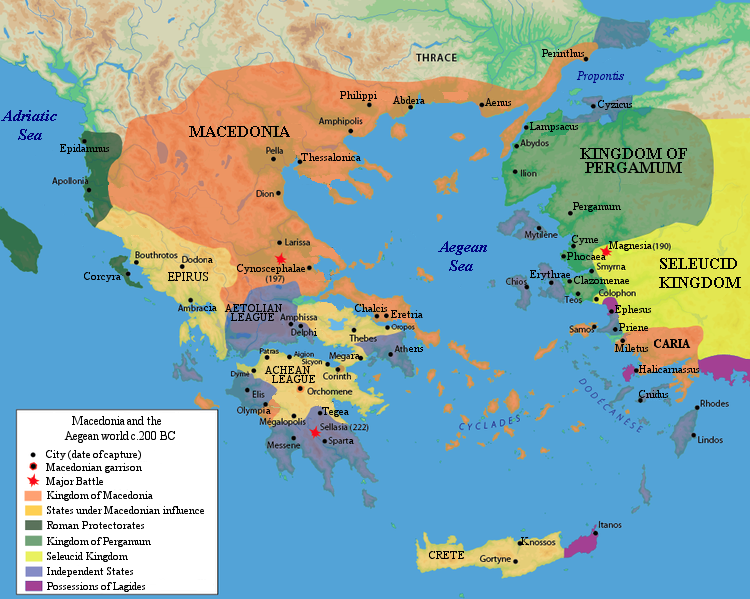
Киноскефалы обозначены на карте красной звёздочкой (197)

Киноскефалы (др.-греч. Κυνός κεφαλαί — буквально «собачьи головы») — гряда из нескольких скалистых холмов с крутыми склонами, из которых наиболее заметны два, расположенных в центральной части греческой исторической области Фессалия, близ древнего города Скотусса, ныне не существующего. Своё название холмы получили из-за характерных очертаний, напоминающих головы собак.
Киноскефалы знамениты благодаря двум сражениям, произошедшим близ них в разные периоды и имевшим большое значение для истории древней Греции. 
В 364 году до н. э., во время Беотийской войны, в районе Киноскефал произошла битва между войском Беотийского союза под предводительством Пелопида и армией ферского тирана Александра, в которой Пелопид был убит наёмниками тирана. 
В 197 году до н. э., во время Второй Македонской войны, близ Киноскефал произошло финальное сражение между армией македонского царя Филиппа V и римской армией под предводительством консула Тита Квинция Фламинина, в которой македоняне потерпели сокрушительное поражение. Битва при Киноскефалах продемонстрировала превосходство манипулярной тактики римских легионов над македонской фалангой и положила конец македонскому владычеству в Греции, большая часть которой попала под власть Рима.